# Айрюмовское сельское поселение
Айрю́мовское се́льское поселе́ние — муниципальное образование в составе Гиагинского района Республики Адыгея.
Административный центр — посёлок Новый.

## География
Муниципальное образование занимает северную и центральную часть Гиагинского района. В состав сельского поселения входят 6 населённых пунктов.
Площадь территории сельского поселения составляет — 132,53 км2. Из них сельскохозяйственные угодья занимают — 100,47 км2 (75,81 %).
Граничит с землями муниципальных образований: Дондуковское сельское поселение на востоке, Келермесское сельское поселение на юге, Гиагинское сельское поселение на востоке, Заревское сельское поселение на севере, Мамхегское сельское поселение и Джерокайское сельское поселение на северо-востоке.
Сельское поселение расположено на наклонной Закубанской равнине, в переходной от равнинной в предгорную зону республики. Рельеф местности представляет собой в основном предгорные волнистые равнины с бугристыми и курганными возвышенностями, с общим уклоном с юго-востока на северо-запад. Долины рек изрезаны глубокими балками и понижениями. Средние высоты составляют около 150 метров над уровнем моря.
Гидрографическая сеть представлена реками Айрюм, Улька, Калмыж, Грязнушка, Сухая Балка и различными малыми ручьями в балках. Также имеется множество водоёмов естественного и искусственного происхождений, самое крупное из которых расположено у слияния рек Улька и Айрюм.
Климат влажный умеренный, с жарким летом и прохладной зимой. Среднегодовая температура воздуха положительная и составляет около +11,5°С. Среднемесячная температура воздуха в июле достигает +23,0°С. Среднемесячная температура января составляет около 0°С. Среднегодовое количество осадков составляет около 720 мм. Основная часть осадков выпадает в период с мая по июль.

## История
Территория сельского поселения стала формироваться в начале 1920-х годов, с образованием Айрюмовского сельского совета.
В середине XX века, в составе Айрюмовского сельсовета числилось 17 населённых пунктов. Из них хутора Гавриловский, Камчатка, Кошелев, Ровный и Назаровский, ныне упразднены и сняты с учётных записей. Хутора Весёлый, Игнатьевский и Роднички включены в состав посёлка Новый, хутора Ковыльковский и Староверовский включены в состав села Нижний Айрюм, а посёлок Баноковский включён в состав села Образцовое. В результате, к 1990-м годам в составе Айрюмовского сельсовета оставалось всего 6 населённых пунктов.
В 1993 году Айрюмовский сельсовет был реорганизован и переименован в Айрюмовский сельский округ, в составе Гиагинского района.
В 2004 году в ходе муниципальных реформ, Айрюмовский сельский округ был преобразован в муниципальное образование со статусом сельского поселения.

## Население
| 2002  | 2010  | 2011  | 2012  | 2013  | 2014  | 2015  |
| ----- | ----- | ----- | ----- | ----- | ----- | ----- |
| 3474  | ↘3192 | →3192 | →3192 | ↘3152 | ↘3125 | ↘3114 |
| 2016  | 2017  | 2018  | 2019  | 2020  | 2021  | 2023  |
| ↘3100 | ↘3080 | ↘3059 | ↗3069 | ↗3127 | ↘2844 | ↘2841 |
| 2024  |       |       |       |       |       |       |
| ↘2834 |       |       |       |       |       |       |

Плотность: 21.38 чел./км2.

### Национальный состав
По данным Всероссийской переписи населения 2010 года:
| Народ    | Численность, чел. | Доля от всего населения, % |
| -------- | ----------------- | -------------------------- |
| русские  | 2 725             | 85,37 %                    |
| армяне   | 146               | 4,57 %                     |
| курды    | 60                | 1,88 %                     |
| украинцы | 53                | 1,67 %                     |
| адыгейцы | 33                | 1,03 %                     |
| другие   | 175               | 5,48 %                     |
| всего    | 3 192             | 100,0 %                    |

Половозрастной состав
По данным Всероссийской переписи населения 2010 года:
| Возраст     | Мужчины, чел. | Женщины, чел. | Общая численность, чел. | Доля от всего населения, % |
| ----------- | ------------- | ------------- | ----------------------- | -------------------------- |
| 0 — 14 лет  | 329           | 262           | 591                     | 18,5 %                     |
| 15 — 59 лет | 975           | 983           | 1 958                   | 61,3 %                     |
| от 60 лет   | 236           | 407           | 643                     | 20,2 %                     |
| Всего       | 1 540         | 1 652         | 3 192                   | 100,0 %                    |

Мужчины — 1 540 чел. (48,2 %). Женщины — 1 652 чел. (51,8 %).
Средний возраст населения: 38,9 лет. Медианный возраст населения: 38,9 лет.
Средний возраст мужчин: 35,9 лет. Медианный возраст мужчин: 34,9 лет.
Средний возраст женщин: 41,6 лет. Медианный возраст женщин: 42,4 лет.

## Состав сельского поселения
| № | Населённый пункт | Тип населённого пункта          | Население | Доля от населения (%) |
| - | ---------------- | ------------------------------- | --------- | --------------------- |
| 1 | Красный Хлебороб | хутор                           | ↘31       | 1,09 %                |
| 2 | Нижний Айрюм     | село                            | ↗275      | 9,7 %                 |
| 3 | Новый            | посёлок, административный центр | ↘1244     | 43,9 %                |
| 4 | Образцовое       | село                            | →257      | 9,07 %                |
| 5 | Прогресс         | хутор                           | ↘838      | 29,57 %               |
| 6 | Садовый          | хутор                           | ↗189      | 6,67 %                |

## Местное самоуправление
Администрация Айрюмовского сельского поселения — посёлок Новый, пер. Советский, № 6.
Структуру органов местного самоуправления сельского поселения составляют:
- Исполнительно-распорядительный орган — Местная администрация Айрюмовского сельского поселения. Состоит из 7 человек.
  - Глава администрации сельского поселения — Коваленко Олег Анатольевич.
- Представительный орган — Совет Народных депутатов Айрюмовского сельского поселения. Состоит из 11 депутатов, избираемых на 5 лет.
  - Председатель Совета Народных депутатов сельского поселения — Коваленко Олег Анатольевич.

## Инфраструктура
На территории сельского поселения функционируют два общеобразовательных и два дошкольных учреждения, в посёлке Новый и хуторе Прогресс.
Действуют 4 фельдшерско-акушерских пункта и 4 культурных учреждения, в посёлке Новый, селе Нижний Айрюм и в хуторах Прогресс и Садовый.

## Экономика
Основную роль в экономике сельского поселения играет сельское хозяйство. Сельскохозяйственное производство в настоящее время представлено сельскохозяйственной артелью «Радуга».